# Okręgowe rozgrywki w piłce nożnej woj. białostockiego (1974/1975)
41. Edycja okręgowych rozgrywek w piłce nożnej województwa białostockiego

Okręgowe rozgrywki w piłce nożnej województwa białostockiego prowadzone są przez Białostocki Okręgowy Związek Piłki Nożnej, rozgrywane są w trzech ligach, najwyższym poziomem jest klasa wojewódzka, następnie klasa międzypowiatowa (2 grupy) i klasa powiatowa (7 grup).
Mistrzostwo Okręgu zdobyła Jagiellonia Białystok.

Okręgowy Puchar Polski zdobyła Jagiellonia Białystok.
Drużyny z województwa białostockiego występujące w centralnych i makroregionalnych poziomach rozgrywkowych:
- I Liga – brak
- II Liga – brak

Reorganizacja ligi

Klasa okręgowa > Klasa Wojewódzka

Klasa A > Klasa Międzypowiatowa

Klasa B > Klasa Powiatowa
| Rozgrywki | Poziomy rozgrywkowe w sezonie 1974/75 | Poziomy rozgrywkowe w sezonie 1974/75 | Poziomy rozgrywkowe w sezonie 1974/75 | Poziomy rozgrywkowe w sezonie 1974/75 | Poziomy rozgrywkowe w sezonie 1974/75 | Poziomy rozgrywkowe w sezonie 1974/75 | Poziomy rozgrywkowe w sezonie 1974/75 | Poziomy rozgrywkowe w sezonie 1974/75 | Poziomy rozgrywkowe w sezonie 1974/75 | Poziomy rozgrywkowe w sezonie 1974/75 | Poziomy rozgrywkowe w sezonie 1974/75 | Poziomy rozgrywkowe w sezonie 1974/75 | Poziomy rozgrywkowe w sezonie 1974/75 | Poziomy rozgrywkowe w sezonie 1974/75 | Poziomy rozgrywkowe w sezonie 1974/75 | Poziomy rozgrywkowe w sezonie 1974/75 | Poziomy rozgrywkowe w sezonie 1974/75 | Poziomy rozgrywkowe w sezonie 1974/75 | Poziomy rozgrywkowe w sezonie 1974/75 | Poziomy rozgrywkowe w sezonie 1974/75 | Poziomy rozgrywkowe w sezonie 1974/75 | Poziomy rozgrywkowe w sezonie 1974/75 | Poziomy rozgrywkowe w sezonie 1974/75 | Poziomy rozgrywkowe w sezonie 1974/75 | Poziomy rozgrywkowe w sezonie 1974/75 | Poziomy rozgrywkowe w sezonie 1974/75 | Poziomy rozgrywkowe w sezonie 1974/75 | Poziomy rozgrywkowe w sezonie 1974/75 | Poziomy rozgrywkowe w sezonie 1974/75 | Poziomy rozgrywkowe w sezonie 1974/75 | Poziomy rozgrywkowe w sezonie 1974/75 | Poziomy rozgrywkowe w sezonie 1974/75 | Poziomy rozgrywkowe w sezonie 1974/75 | Poziomy rozgrywkowe w sezonie 1974/75 | Poziomy rozgrywkowe w sezonie 1974/75 | Poziomy rozgrywkowe w sezonie 1974/75 | Poziomy rozgrywkowe w sezonie 1974/75 | Poziomy rozgrywkowe w sezonie 1974/75 | Poziomy rozgrywkowe w sezonie 1974/75 | Poziomy rozgrywkowe w sezonie 1974/75 | Poziomy rozgrywkowe w sezonie 1974/75 | Poziomy rozgrywkowe w sezonie 1974/75 | Poziomy rozgrywkowe w sezonie 1974/75 | Poziomy rozgrywkowe w sezonie 1974/75 | Poziomy rozgrywkowe w sezonie 1974/75 | Poziomy rozgrywkowe w sezonie 1974/75 | Poziomy rozgrywkowe w sezonie 1974/75 | Poziomy rozgrywkowe w sezonie 1974/75 | Poziomy rozgrywkowe w sezonie 1974/75 | Poziomy rozgrywkowe w sezonie 1974/75 | Poziomy rozgrywkowe w sezonie 1974/75 | Poziomy rozgrywkowe w sezonie 1974/75 | Poziomy rozgrywkowe w sezonie 1974/75 | Poziomy rozgrywkowe w sezonie 1974/75 | Poziomy rozgrywkowe w sezonie 1974/75 | Poziomy rozgrywkowe w sezonie 1974/75 | Poziomy rozgrywkowe w sezonie 1974/75 | Poziomy rozgrywkowe w sezonie 1974/75 | Poziomy rozgrywkowe w sezonie 1974/75 | Poziomy rozgrywkowe w sezonie 1974/75 | Poziomy rozgrywkowe w sezonie 1974/75 |
| --------- | ------------------------------------- | ------------------------------------- | ------------------------------------- | ------------------------------------- | ------------------------------------- | ------------------------------------- | ------------------------------------- | ------------------------------------- | ------------------------------------- | ------------------------------------- | ------------------------------------- | ------------------------------------- | ------------------------------------- | ------------------------------------- | ------------------------------------- | ------------------------------------- | ------------------------------------- | ------------------------------------- | ------------------------------------- | ------------------------------------- | ------------------------------------- | ------------------------------------- | ------------------------------------- | ------------------------------------- | ------------------------------------- | ------------------------------------- | ------------------------------------- | ------------------------------------- | ------------------------------------- | ------------------------------------- | ------------------------------------- | ------------------------------------- | ------------------------------------- | ------------------------------------- | ------------------------------------- | ------------------------------------- | ------------------------------------- | ------------------------------------- | ------------------------------------- | ------------------------------------- | ------------------------------------- | ------------------------------------- | ------------------------------------- | ------------------------------------- | ------------------------------------- | ------------------------------------- | ------------------------------------- | ------------------------------------- | ------------------------------------- | ------------------------------------- | ------------------------------------- | ------------------------------------- | ------------------------------------- | ------------------------------------- | ------------------------------------- | ------------------------------------- | ------------------------------------- | ------------------------------------- | ------------------------------------- | ------------------------------------- | ------------------------------------- |
| Centralne | I poziom ligowy                       | I Liga                                | I Liga                                | I Liga                                | I Liga                                | I Liga                                | I Liga                                | I Liga                                | I Liga                                | I Liga                                | I Liga                                | I Liga                                | I Liga                                | I Liga                                | I Liga                                | I Liga                                | I Liga                                | I Liga                                | I Liga                                | I Liga                                | I Liga                                | I Liga                                | I Liga                                | I Liga                                | I Liga                                | I Liga                                | I Liga                                | I Liga                                | I Liga                                | I Liga                                | I Liga                                | I Liga                                | I Liga                                | I Liga                                | I Liga                                | I Liga                                | I Liga                                | I Liga                                | I Liga                                | I Liga                                | I Liga                                | I Liga                                | I Liga                                | I Liga                                | I Liga                                | I Liga                                | I Liga                                | I Liga                                | I Liga                                | I Liga                                | I Liga                                | I Liga                                | I Liga                                | I Liga                                | I Liga                                | I Liga                                | I Liga                                | I Liga                                | I Liga                                | I Liga                                | I Liga                                |
| Centralne | II poziom ligowy                      | II Liga – gr.I                        | II Liga – gr.I                        | II Liga – gr.I                        | II Liga – gr.I                        | II Liga – gr.I                        | II Liga – gr.I                        | II Liga – gr.I                        | II Liga – gr.I                        | II Liga – gr.I                        | II Liga – gr.I                        | II Liga – gr.I                        | II Liga – gr.I                        | II Liga – gr.I                        | II Liga – gr.I                        | II Liga – gr.I                        | II Liga – gr.I                        | II Liga – gr.I                        | II Liga – gr.I                        | II Liga – gr.I                        | II Liga – gr.I                        | II Liga – gr.I                        | II Liga – gr.I                        | II Liga – gr.I                        | II Liga – gr.I                        | II Liga – gr.I                        | II Liga – gr.I                        | II Liga – gr.I                        | II Liga – gr.I                        | II Liga – gr.I                        | II Liga – gr.I                        | II Liga – gr.II                       | II Liga – gr.II                       | II Liga – gr.II                       | II Liga – gr.II                       | II Liga – gr.II                       | II Liga – gr.II                       | II Liga – gr.II                       | II Liga – gr.II                       | II Liga – gr.II                       | II Liga – gr.II                       | II Liga – gr.II                       | II Liga – gr.II                       | II Liga – gr.II                       | II Liga – gr.II                       | II Liga – gr.II                       | II Liga – gr.II                       | II Liga – gr.II                       | II Liga – gr.II                       | II Liga – gr.II                       | II Liga – gr.II                       | II Liga – gr.II                       | II Liga – gr.II                       | II Liga – gr.II                       | II Liga – gr.II                       | II Liga – gr.II                       | II Liga – gr.II                       | II Liga – gr.II                       | II Liga – gr.II                       | II Liga – gr.II                       | II Liga – gr.II                       |
| Okręgowe  | III poziom ligowy                     | Klasa Wojewódzka                      | Klasa Wojewódzka                      | Klasa Wojewódzka                      | Klasa Wojewódzka                      | Klasa Wojewódzka                      | Klasa Wojewódzka                      | Klasa Wojewódzka                      | Klasa Wojewódzka                      | Klasa Wojewódzka                      | Klasa Wojewódzka                      | Klasa Wojewódzka                      | Klasa Wojewódzka                      | Klasa Wojewódzka                      | Klasa Wojewódzka                      | Klasa Wojewódzka                      | Klasa Wojewódzka                      | Klasa Wojewódzka                      | Klasa Wojewódzka                      | Klasa Wojewódzka                      | Klasa Wojewódzka                      | Klasa Wojewódzka                      | Klasa Wojewódzka                      | Klasa Wojewódzka                      | Klasa Wojewódzka                      | Klasa Wojewódzka                      | Klasa Wojewódzka                      | Klasa Wojewódzka                      | Klasa Wojewódzka                      | Klasa Wojewódzka                      | Klasa Wojewódzka                      | Klasa Wojewódzka                      | Klasa Wojewódzka                      | Klasa Wojewódzka                      | Klasa Wojewódzka                      | Klasa Wojewódzka                      | Klasa Wojewódzka                      | Klasa Wojewódzka                      | Klasa Wojewódzka                      | Klasa Wojewódzka                      | Klasa Wojewódzka                      | Klasa Wojewódzka                      | Klasa Wojewódzka                      | Klasa Wojewódzka                      | Klasa Wojewódzka                      | Klasa Wojewódzka                      | Klasa Wojewódzka                      | Klasa Wojewódzka                      | Klasa Wojewódzka                      | Klasa Wojewódzka                      | Klasa Wojewódzka                      | Klasa Wojewódzka                      | Klasa Wojewódzka                      | Klasa Wojewódzka                      | Klasa Wojewódzka                      | Klasa Wojewódzka                      | Klasa Wojewódzka                      | Klasa Wojewódzka                      | Klasa Wojewódzka                      | Klasa Wojewódzka                      | Klasa Wojewódzka                      |
| Okręgowe  | IV poziom ligowy                      | Klasa Międzypowiatowa – gr.I          | Klasa Międzypowiatowa – gr.I          | Klasa Międzypowiatowa – gr.I          | Klasa Międzypowiatowa – gr.I          | Klasa Międzypowiatowa – gr.I          | Klasa Międzypowiatowa – gr.I          | Klasa Międzypowiatowa – gr.I          | Klasa Międzypowiatowa – gr.I          | Klasa Międzypowiatowa – gr.I          | Klasa Międzypowiatowa – gr.I          | Klasa Międzypowiatowa – gr.I          | Klasa Międzypowiatowa – gr.I          | Klasa Międzypowiatowa – gr.I          | Klasa Międzypowiatowa – gr.I          | Klasa Międzypowiatowa – gr.I          | Klasa Międzypowiatowa – gr.I          | Klasa Międzypowiatowa – gr.I          | Klasa Międzypowiatowa – gr.I          | Klasa Międzypowiatowa – gr.I          | Klasa Międzypowiatowa – gr.I          | Klasa Międzypowiatowa – gr.I          | Klasa Międzypowiatowa – gr.I          | Klasa Międzypowiatowa – gr.I          | Klasa Międzypowiatowa – gr.I          | Klasa Międzypowiatowa – gr.I          | Klasa Międzypowiatowa – gr.I          | Klasa Międzypowiatowa – gr.I          | Klasa Międzypowiatowa – gr.I          | Klasa Międzypowiatowa – gr.I          | Klasa Międzypowiatowa – gr.I          | Klasa Międzypowiatowa – gr.I          | Klasa Międzypowiatowa – gr.I          | Klasa Międzypowiatowa – gr.I          | Klasa Międzypowiatowa – gr.I          | Klasa Międzypowiatowa – gr.I          | Klasa Międzypowiatowa – gr.I          | Klasa Międzypowiatowa – gr.I          | Klasa Międzypowiatowa – gr.I          | Klasa Międzypowiatowa – gr.I          | Klasa Międzypowiatowa – gr.I          | Klasa Międzypowiatowa – gr.I          | Klasa Międzypowiatowa – gr.I          | Klasa Międzypowiatowa – gr.I          | Klasa Międzypowiatowa – gr.I          | Klasa Międzypowiatowa – gr.I          | Klasa Międzypowiatowa – gr.I          | Klasa Międzypowiatowa – gr.I          | Klasa Międzypowiatowa – gr.I          | Klasa Międzypowiatowa – gr.I          | Klasa Międzypowiatowa – gr.I          | Klasa Międzypowiatowa – gr.I          | Klasa Międzypowiatowa – gr.I          | Klasa Międzypowiatowa – gr.I          | Klasa Międzypowiatowa – gr.I          | Klasa Międzypowiatowa – gr.I          | Klasa Międzypowiatowa – gr.I          | Klasa Międzypowiatowa – gr.I          | Klasa Międzypowiatowa – gr.I          | Klasa Międzypowiatowa – gr.I          | Klasa Międzypowiatowa – gr.I          |
| Okręgowe  | V poziom ligowy                       | Klasa Powiatowa – (7 grup)            | Klasa Powiatowa – (7 grup)            | Klasa Powiatowa – (7 grup)            | Klasa Powiatowa – (7 grup)            | Klasa Powiatowa – (7 grup)            | Klasa Powiatowa – (7 grup)            | Klasa Powiatowa – (7 grup)            | Klasa Powiatowa – (7 grup)            | Klasa Powiatowa – (7 grup)            | Klasa Powiatowa – (7 grup)            | Klasa Powiatowa – (7 grup)            | Klasa Powiatowa – (7 grup)            | Klasa Powiatowa – (7 grup)            | Klasa Powiatowa – (7 grup)            | Klasa Powiatowa – (7 grup)            | Klasa Powiatowa – (7 grup)            | Klasa Powiatowa – (7 grup)            | Klasa Powiatowa – (7 grup)            | Klasa Powiatowa – (7 grup)            | Klasa Powiatowa – (7 grup)            | Klasa Powiatowa – (7 grup)            | Klasa Powiatowa – (7 grup)            | Klasa Powiatowa – (7 grup)            | Klasa Powiatowa – (7 grup)            | Klasa Powiatowa – (7 grup)            | Klasa Powiatowa – (7 grup)            | Klasa Powiatowa – (7 grup)            | Klasa Powiatowa – (7 grup)            | Klasa Powiatowa – (7 grup)            | Klasa Powiatowa – (7 grup)            | Klasa Powiatowa – (7 grup)            | Klasa Powiatowa – (7 grup)            | Klasa Powiatowa – (7 grup)            | Klasa Powiatowa – (7 grup)            | Klasa Powiatowa – (7 grup)            | Klasa Powiatowa – (7 grup)            | Klasa Powiatowa – (7 grup)            | Klasa Powiatowa – (7 grup)            | Klasa Powiatowa – (7 grup)            | Klasa Powiatowa – (7 grup)            | Klasa Powiatowa – (7 grup)            | Klasa Powiatowa – (7 grup)            | Klasa Powiatowa – (7 grup)            | Klasa Powiatowa – (7 grup)            | Klasa Powiatowa – (7 grup)            | Klasa Powiatowa – (7 grup)            | Klasa Powiatowa – (7 grup)            | Klasa Powiatowa – (7 grup)            | Klasa Powiatowa – (7 grup)            | Klasa Powiatowa – (7 grup)            | Klasa Powiatowa – (7 grup)            | Klasa Powiatowa – (7 grup)            | Klasa Powiatowa – (7 grup)            | Klasa Powiatowa – (7 grup)            | Klasa Powiatowa – (7 grup)            | Klasa Powiatowa – (7 grup)            | Klasa Powiatowa – (7 grup)            | Klasa Powiatowa – (7 grup)            | Klasa Powiatowa – (7 grup)            | Klasa Powiatowa – (7 grup)            |

## Klasa Wojewódzka – III poziom rozgrywkowy
| Poz. | Drużyna                       | M  | Z  | R | P  | Bramki | Punkty |
| ---- | ----------------------------- | -- | -- | - | -- | ------ | ------ |
| 1    | Jagiellonia Białystok         | 22 | 17 | 3 | 2  | 68-12  | 37     |
| 2    | Włókniarz Białystok (s)       | 22 | 14 | 6 | 2  | 59-14  | 34     |
| 3    | Wigry Suwałki                 | 22 | 13 | 4 | 5  | 42-20  | 30     |
| 4    | Gwardia Białystok             | 22 | 12 | 6 | 4  | 36-19  | 30     |
| 5    | Husar Nurzec                  | 22 | 12 | 3 | 7  | 41-34  | 27     |
| 6    | Mazur Ełk                     | 22 | 7  | 5 | 10 | 29-34  | 19     |
| 7    | Ognisko-Starosielce Białystok | 22 | 7  | 5 | 10 | 23-35  | 19     |
| 8    | Sokół Sokółka                 | 22 | 6  | 6 | 10 | 36-34  | 18     |
| 9    | Pogoń Łapy                    | 22 | 5  | 6 | 11 | 16-35  | 16     |
| 10   | Puszcza Hajnówka              | 22 | 4  | 7 | 11 | 27-47  | 22     |
| 11   | Warmia Grajewo (b)            | 22 | 4  | 4 | 14 | 20-60  | 12     |
| 12   | Pomorzan Prostki (b)          | 22 | 1  | 5 | 16 | 13-66  | 7      |

Eliminacje do II ligi

| Poz. | Drużyna               | M | Z | R | P | Bramki | Punkty |
| ---- | --------------------- | - | - | - | - | ------ | ------ |
| 1    | Jagiellonia Białystok | 6 |   |   |   | 13-6   | 9      |
| 2    | Wisła Tczew           | 6 |   |   |   | 6-4    | 9      |
| 3    | Wisła Płock           | 6 |   |   |   | 9-7    | 5      |
| 4    | Gwardia Olsztyn       | 8 |   |   |   | 5-16   | 1      |

## Klasa Międzypowiatowa – IV poziom rozgrywkowy
Grupa I
| Poz. | Drużyna                  | M  | Z | R | P | Bramki | Punkty |
| ---- | ------------------------ | -- | - | - | - | ------ | ------ |
| 1    | Jagiellonia II Białystok | 18 |   |   |   | 57-22  | 31     |
| 2    | Łoś Wasilków             | 18 |   |   |   | 59-31  | 25     |
| 3    | Skra Czarna Białostocka  | 18 |   |   |   | 35-27  | 21     |
| 4    | Cresovia Siemiatycze (s) | 18 |   |   |   | 47-35  | 20     |
| 5    | LZS Szepietowo (b)       | 18 |   |   |   | 38-44  | 20     |
| 6    | Społem Bielsk Podlaski   | 18 |   |   |   | 66-39  | 19     |
| 7    | Włókniarz II Białystok   | 18 |   |   |   | 42-29  | 19     |
| 8    | Gwardia II Białystok     | 18 |   |   |   | 41-33  | 17     |
| 9    | Ruch Wysokie Mazowieckie | 18 |   |   |   | 26-68  | 6      |
| 10   | Mechanik Czyżew (b)      | 18 |   |   |   | 9-92   | 2      |

- Mechanik Czyżew wycofał się z rozgrywek po sezonie.

Grupa II
| Poz. | Drużyna              | M  | Z | R | P | Bramki | Punkty |
| ---- | -------------------- | -- | - | - | - | ------ | ------ |
| 1    | Rominta Gołdap (s)   | 18 |   |   |   | 47-15  | 28     |
| 2    | SŁKS Start Łomża (s) | 18 |   |   |   | 40-26  | 22     |
| 3    | Czarni Olecko (s)    | 18 |   |   |   | 39-30  | 20     |
| 4    | Wissa Szczuczyn (b)  | 18 |   |   |   | 36-32  | 20     |
| 5    | Orzeł Kolno (b)      | 18 |   |   |   | 42-41  | 19     |
| 6    | ZKS Zambrów          | 18 |   |   |   | 27-32  | 17     |
| 7    | Mazur II Ełk         | 18 |   |   |   | 35-35  | 16     |
| 8    | Wigry II Suwałki     | 18 |   |   |   | 29-51  | 13     |
| 9    | Pomorzanka Sejny     | 18 |   |   |   | 29-51  | 13     |
| 10   | AKS Augustów         | 18 |   |   |   | 22-45  | 10     |

- Zmiana nazwy Cresovia na Rominta Gołdap.
- AKS Augustów wycofał się z rozgrywek po sezonie.

## Klasa Powiatowa – V poziom rozgrywkowy
Grupa I
| Poz. | Drużyna                   | M  | Z | R | P | Bramki | Punkty |
| ---- | ------------------------- | -- | - | - | - | ------ | ------ |
| 1    | Husar II Nurzec           | 16 |   |   |   | 45-32  | 21     |
| 2    | LZS Brańsk                | 16 |   |   |   | 33-27  | 19     |
| 3    | Żubr Drohiczyn            | 16 |   |   |   | 43-32  | 16     |
| 4    | Jagiellonia III Białystok | 16 |   |   |   | 27-38  | 14     |
| 5    | LZS Piliki                | 16 |   |   |   | 26-45  | 10     |

Grupa II
| Poz. | Drużyna                | M  | Z | R | P | Bramki | Punkty |
| ---- | ---------------------- | -- | - | - | - | ------ | ------ |
| 1    | Żubr Białowieża        | 20 |   |   |   | 106-38 | 37     |
| 2    | Dąb Nowosady           | 20 |   |   |   | 85-32  | 26     |
| 3    | Kolejarz Czeremcha (b) | 20 |   |   |   | 48-38  | 21     |
| 4    | Kolejarz Narewka (b)   | 20 |   |   |   | 56-69  | 16     |
| 5    | Puszcza II Hajnówka    | 20 |   |   |   | 57-67  | 14     |
| 6    | Orzeł Kleszczele       | 20 |   |   |   | 19-107 | 4      |

- Zmiana nazwy Las Narewka na Kolejarz Narewka.
- Puszcza II Hajnówka wycofała się z rozgrywek po sezonie.

Grupa III
| Poz. | Drużyna             | M  | Z | R | P | Bramki | Punkty |
| ---- | ------------------- | -- | - | - | - | ------ | ------ |
| 1    | LZS Krynki          | 12 |   |   |   | 51-24  | 19     |
| 2    | Czarni Gródek       | 12 |   |   |   | 31-30  | 12     |
| 3    | LZS Szudziałowo (b) | 12 |   |   |   | 25-27  | 10     |
| 4    | Iskra Narew         | 12 |   |   |   | 18-44  | 7      |

Grupa IV
| Poz. | Drużyna                   | M  | Z | R | P | Bramki | Punkty |
| ---- | ------------------------- | -- | - | - | - | ------ | ------ |
| 1    | Lampart Nowe Aleksandrowo | 16 |   |   |   | 53-36  | 20     |
| 2    | Błękitni Suchowola        | 16 |   |   |   | 39-39  | 19     |
| 3    | Kora Korycin              | 16 |   |   |   | 45-42  | 15     |
| 4    | Promień Mońki             | 16 |   |   |   | 30-31  | 13     |
| 5    | Podlasiak Knyszyn (b)     | 16 |   |   |   | 33-52  | 13     |

Grupa V
| Poz. | Drużyna             | M  | Z | R | P | Bramki | Punkty |
| ---- | ------------------- | -- | - | - | - | ------ | ------ |
| 1    | LZS Uhowo           | 16 |   |   |   | 50-26  | 23     |
| 2    | Narew Żółtki        | 16 |   |   |   | 40-26  | 21     |
| 3    | Start Białystok (b) | 16 |   |   |   | 36-31  | 17     |
| 4    | LZS Sokoły (b)      | 16 |   |   |   | 36-39  | 15     |
| 5    | Znicz Suraż         | 16 |   |   |   | 10-50  | 2      |

Grupa VI
| Poz. | Drużyna           | M | Z | R | P | Bramki | Punkty |
| ---- | ----------------- | - | - | - | - | ------ | ------ |
| 1    | Junak Gołdap      | 8 |   |   |   | 28-5   | 15     |
| 2    | Polonia Raczki    | 8 |   |   |   | 13-19  | 5      |
| 3    | Orzeł Orla Jucha  | 8 |   |   |   | 12-29  | 4      |
| 4    | Mazur III Ełk (b) |   |   |   |   |        |        |

- Mazur III Ełk wycofał się po I rundzie, wyniki anulowano.
- Junak Gołdap w następnym sezonie połączył się z Romintą Gołdap, rezerwy Rominty-Junaka będą występować w klasie B (powiatowej).

Grupa VII
| Poz. | Drużyna               | M | Z | R | P | Bramki | Punkty |
| ---- | --------------------- | - | - | - | - | ------ | ------ |
| 1    | LZS POM Smolniki      | 8 | 8 | 0 | 0 | 25-2   | 16     |
| 2    | Czarni Wąsosz (b)     | 8 | 4 | 0 | 4 | 20-17  | 8      |
| 3    | Warmia II Grajewo (b) | 8 | 0 | 0 | 8 | 7-53   | 0      |

- Warmia II Grajewo wycofała się z rozgrywek po sezonie.

## Puchar Polski – rozgrywki okręgowe
- Jagiellonia Białystok: Włókniarz Białystok 0:0 (3:2)karne